# Carvoeiro
Praia do Carvoeiro a fost o comună (Freguesia) și din anul 2001 devine un orășel  (Vila)  în districtul Lagoa, Portugalia.
Coordonate: 37° 6' N, 8° 28' W